# Rail Away
Rail Away is een Nederlands televisieprogramma dat sinds 6 januari 1996 door de EO wordt uitgezonden. In dit reisprogramma worden markante spoorlijnen overal ter wereld in beeld gebracht.
Elke aflevering wordt een route langs een aantal bijzondere locaties gevolgd, waarbij de trein als leidraad fungeert. Er is niet alleen aandacht voor de treinen en spoorlijnen zelf, maar ook de landschappen, steden, cultuur en historie worden in dit programma belicht. Bob van der Houven is al zo goed als vanaf het ontstaan van het programma verbonden als voice-over. De muziek onder de huidige intro (2021) is Meadow Chase, geschreven door de Britse componist Steve Gray.
Het programma wordt rond de jaarwisseling en soms ook in het voorjaar uitgezonden en daarna regelmatig herhaald, met name in de zomervakantie.
In de loop der jaren zijn verschillende series van Rail Away aan het buitenland verkocht. Zo waren de afleveringen te zien in onder meer de Verenigde Staten, Italië, Spanje, Hong Kong, Japan, Turkije, Ierland, het Verenigd Koninkrijk, Finland en Frankrijk. In de meeste gevallen werd de Nederlandse voice-over tekst ingesproken in de taal van het betreffende land.
Ter gelegenheid van het 25-jarig bestaan van het programma werd in 2021 Het Grote Rail Away Boek uitgegeven waarin een kijkje achter de schermen werd genomen bij een aantal uitzendingen van Rail Away. Zo konden mensen lezen hoe het programma gemaakt werd.

## Afleveringen

### Pilots
Alvorens er werd begonnen met het tv-programma Rail Away zijn er twee pilotafleveringen gemaakt. Een aflevering (over de Rhätische Bahn) is door de EO zelf gemaakt, terwijl de andere aflevering (over de Transcontinental in Canada) door Meskers Media Affairs is gemaakt.
| Aflevering (seizoen) | Aflevering (serie) | Eerste uitzenddatum | Land(en)    | Route(s) |
| -------------------- | ------------------ | ------------------- | ----------- | --- |
| 1                    | 0                  | 7 december 1994     | Canada      | Vancouver → Valemount → Winnipeg → Churchill (A Ticket to ride)                                                    |
| 2                    | 1                  | 21 juni 1995        | Zwitserland | Landquart → Davos → Filisur & Chur → Brusio & Chur → Arosa & Chur → Disentis (Een Nederlands spoor in Zwitserland) |

### Seizoen 1
De eerste serie van Rail Away (dertien afleveringen), werd uitgezonden van 6 januari 1996 tot 30 maart 1996. Al deze uitzendingen werden geproduceerd door Meskers Media Affairs. De begeleidende muziek werd gecomponeerd door Eddy Koopman (bekend als slagwerker van het Metropole Orkest) en het commentaar werd verzorgd door Bert Steinkamp (bekend van Radio Nederland Wereldomroep). Hieronder een overzicht van alle afleveringen van deze serie, inclusief de eerste datum van uitzending.
| Aflevering (seizoen) | Aflevering (serie) | Eerste uitzenddatum | Land(en)                                         | Route(s)                                                                      |
| -------------------- | ------------------ | ------------------- | ------------------------------------------------ | ----------------------------------------------------------------------------- |
| 1                    | 2                  | 6 januari 1996      | Verenigde Staten                                 | Manitou → Pikes Peak & Denver → Glenwood Springs & Georgetown → Silver Plume  |
| 2                    | 3                  | 13 januari 1996     | Portugal                                         | Pinhão → Peso da Régua → Lousado → Porto                                      |
| 3                    | 4                  | 20 januari 1996     | Sri Lanka                                        | Galle → Hikkaduwa → Colombo → Kandy → Nanu Oya                                |
| 4                    | 5                  | 27 januari 1996     | Denemarken Zweden                                | Kopenhagen → Helsingborg → Göteborg → Stockholm → Luleå                       |
| 5                    | 6                  | 3 februari 1996     | Singapore Maleisië Thailand                      | Singapore → Butterworth → Penang → Bangkok → River Kwai → Ayutthaya           |
| 6                    | 7                  | 10 februari 1996    | Spanje                                           | Madrid → Sevilla → Granada → Jerez                                            |
| 7                    | 8                  | 17 februari 1996    | India                                            | Delhi → Agra → Taj Mahal → Udaipur → Jaipur                                   |
| 8                    | 9                  | 24 februari 1996    | Griekenland                                      | Kalavryta → Diakofto → Athene → Cycladen → Thessaloniki                       |
| 9                    | 10                 | 2 maart 1996        | Cuba                                             | Matanzas → Havana → Pinar del Río                                             |
| 10                   | 11                 | 9 maart 1996        | Verenigd Koninkrijk Frankrijk Zwitserland Italië | Londen → Folkestone → Boulogne → Parijs → Interlaken → Jungfraujoch → Venetië |
| 11                   | 12                 | 16 maart 1996       | Verenigd Koninkrijk                              | Schotland: Berwick → Edinburgh → Glasgow → Fort William → Mallaig             |
| 12                   | 13                 | 23 maart 1996       | Tunesië                                          | Sidi Bou Said → Tunis → Sousse → El Djem → Sfax → Gabès                       |
| 13                   | 14                 | 30 maart 1996       | Finland                                          | Helsinki → Riihimäki → Kouvola → Parikkala → Savonlinna                       |

### Seizoen 2
Na het succes van de eerste serie volgde al snel een tweede en derde serie (van elk dertien afleveringen), die werden uitgezonden in 1997 en 1998 (periode 3 december 1997 tot 24 november 1998). Ook alle uitzendingen van deze twee seizoenen werden geproduceerd door Meskers Media Affairs. De begeleidende muziek werd wederom gecomponeerd door Eddy Koopman maar het commentaar werd nu verzorgd door Bob van der Houven (bekend van o.a. de DuckTales en als voice-over bij diverse tv-programma’s). Hieronder een overzicht van alle afleveringen van seizoen 2, inclusief de eerste datum van uitzending.
| Aflevering (seizoen) | Aflevering (serie) | Eerste uitzenddatum | Land(en)            | Route(s)                                                                                    |
| -------------------- | ------------------ | ------------------- | ------------------- | ------------------------------------------------------------------------------------------- |
| 1                    | 15                 | 3 december 1997     | Verenigde Staten    | Los Angeles → Santa Monica → San Luis Obispo → San Francisco → Sacramento                   |
| 2                    | 16                 | 10 december 1997    | Noorwegen           | Oslo → Holmenkollen → Myrdal → Flåm → Bergen                                                |
| 3                    | 17                 | 17 december 1997    | Canada              | Vancouver → Kamloops → Banff                                                                |
| 4                    | 18                 | 7 januari 1998      | Ierland             | Killarney → Kildare → Dublin → Belfast → Portrush                                           |
| 5                    | 19                 | 14 januari 1998     | Roemenië            | Boekarest → Ploiesti → Sinaia → Brașov → Vatra Dornei                                       |
| 6                    | 20                 | 21 januari 1998     | Nederland           | Medemblik → Hoorn → Amsterdam → IJmuiden → Den Haag → Maastricht → Schin op Geul → Kerkrade |
| 7                    | 21                 | 28 januari 1998     | Australië           | Sydney → Broken Hill → Adelaide                                                             |
| 8                    | 22                 | 4 februari 1998     | Australië           | Adelaide → Kalgoorlie → Perth                                                               |
| 9                    | 23                 | 25 februari 1998    | Zwitserland         | Luzern → Vitznau → Flüelen → Göschenen → Bellinzona → Locarno → Ponte Brolla                |
| 10                   | 24                 | 4 maart 1998        | Peru                | Juliaca → Cuzco → Machu Picchu                                                              |
| 11                   | 25                 | 11 maart 1998       | Verenigd Koninkrijk | Edinburgh → Alnmouth → York → Cranmore → Londen                                             |
| 12                   | 26                 | 25 maart 1998       | Zuid-Afrika         | Pretoria → Kimberley → Matjiesfontein → Kaapstad                                            |
| 13                   | 27                 | 8 april 1998        | Hongarije           | Boedapest → Eger & Boedapest → Keszthely                                                    |

### Seizoen 3
Hieronder een overzicht van alle afleveringen van seizoen 3, inclusief de eerste datum van uitzending.
| Aflevering (seizoen) | Aflevering (serie) | Eerste uitzenddatum | Land(en)             | Route(s)'                                                                                      |
| -------------------- | ------------------ | ------------------- | -------------------- | ---------------------------------------------------------------------------------------------- |
| 1                    | 28                 | 1 september 1998    | Ecuador              | Quito → Riobamba → Bucay                                                                       |
| 2                    | 29                 | 8 september 1998    | Nieuw-Zeeland        | Wellington → Picton → Blenheim → Kaikoura → Chistchurch → Arthur's Pass → Dunedin → Queenstown |
| 3                    | 30                 | 15 september 1998   | Zwitserland          | Chur → Filisur → Bergün → Brusio & Chur → Landquart → Davos                                    |
| 4                    | 31                 | 22 september 1998   | Zimbabwe Zuid-Afrika | Victoriawatervallen → Bulawayo → Germiston → Pretoria                                          |
| 5                    | 32                 | 29 september 1998   | Mexico               | Los Mochis → Bahuichivo → Divisadero → Creel → Chihuahua                                       |
| 6                    | 33                 | 6 oktober 1998      | Oostenrijk           | Wenen → Bruck an der Mur → Schladming → Salzburg → Innsbruck                                   |
| 7                    | 34                 | 13 oktober 1998     | Namibië              | Tsumeb → Otjiwarongo → Swakopmund → Mariental → Fish River Canyon                              |
| 8                    | 35                 | 20 oktober 1998     | Frankrijk            | Nice → St. André les Alpes & Calvi → L'Île-Rousse → Ponte Leccia → Bastia → Ajaccio            |
| 9                    | 36                 | 27 oktober 1998     | Verenigde Staten     | Clarkdale → Perkinsville & Williams → Flagstaff                                                |
| 10                   | 37                 | 3 november 1998     | Vietnam              | Ho Chi Minhstad → Đà Nẵng → Huế → Hanoi                                                        |
| 11                   | 38                 | 10 november 1998    | Israël               | Jeruzalem → Tel Aviv → Haifa → Naharia                                                         |
| 12                   | 39                 | 17 november 1998    | China                | Peking → Zhengzhou → Wuhan → Guangzhou → Hongkong                                              |
| 13                   | 40                 | 24 november 1998    | Duitsland            | Keulen → Bonn → Koblenz → Cochem → Trier                                                       |

### Seizoen 4
De vierde serie werd uitgezonden van 30 augustus 1999 tot 22 november 1999. Deze uitzendingen werden geproduceerd door Mouissie Corporation, in samenwerking met EO International. De begeleidende muziek werd weer gecomponeerd door Eddy Koopman en het commentaar werd  weer verzorgd door Bob van der Houven. In enkele afleveringen werden beelden gebruikt van de serie uit 1997/1998 (bijvoorbeeld bij de twee afleveringen over Australië).
| Aflevering (seizoen) | Aflevering (serie) | Eerste uitzenddatum | Land(en)         | Route(s) |
| -------------------- | ------------------ | ------------------- | ---------------- | --- |
| 1                    | 41                 | 30 augustus 1999    | Polen            | Warschau → Krakau → Zakopane → Auschwitz                                                                        |
| 2                    | 42                 | 6 september 1999    | Tsjechië         | Olomouc → Pardubice → Praag → Tábor → Bechyně                                                                   |
| 3                    | 43                 | 13 september 1999   | Duitsland        | Dresden → Berlijn → Rostock → Rügen (Sassnitz)                                                                  |
| 4                    | 44                 | 20 september 1999   | Nieuw-Zeeland    | Auckland → Rotorua & Napier → Wellington                                                                        |
| 5                    | 45                 | 27 september 1999   | Australië        | Sydney → Lithgow & Brisbane → Proserpine → Cairns → Kuranda                                                     |
| 6                    | 46                 | 4 oktober 1999      | Australië        | Alice Springs → Adelaide → Melbourne & Belgrave → Gembrook                                                      |
| 7                    | 47                 | 11 oktober 1999     | Brazilië         | São Paulo → Brotas → Barra Bonita & São José dos Campos → Campos do Jordão & Curitiba → Paranaguá → Ilha do Mel |
| 8                    | 48                 | 18 oktober 1999     | Canada           | Halifax → Montreal → Toronto → Niagarawatervallen                                                               |
| 9                    | 49                 | 25 oktober 1999     | Denemarken       | Kopenhagen → Odense → Aarhus → Hobro → Aalborg                                                                  |
| 10                   | 50                 | 1 november 1999     | Verenigde Staten | Olympia → Tacoma → Seattle → Mount Vernon → San Juan Island                                                     |
| 11                   | 51                 | 8 november 1999     | Rusland          | Sint-Petersburg → Petrozavodsk → Kem → Poolcirkel → Moermansk → Nikkel-Moermansk → Petsjenga                    |
| 12                   | 52                 | 15 november 1999    | Rusland          | Archangelsk → Vologda → Kostroma → Jaroslavl → Vladimir → Moskou → Sint-Petersburg                              |
| 13                   | 53                 | 22 november 1999    | Portugal         | Covilhã → Castelo Branco → Entrocamento → Santarém → Lissabon → Estoril → Cascais                               |

### Seizoen 5
In 2000 nam de EO de productie van Rail Away afleveringen over. Bijna alles werd in eigen hand genomen en dit resulteerde in nogal wat veranderingen. De samenwerking met Mouissie Corporation werd stopgezet, evenals de samenwerking met componist Eddy Koopman. In plaats daarvan werd de muziek voor deze serie gecomponeerd door Hartmut Ewert. Voor het commentaar werd nog steeds Bob van der Houven ingeschakeld. Daarnaast veranderde de stijl van de afleveringen. De begin- en eindleader werden veranderd, net als de graphics maar de inhoud van de afleveringen bleef hetzelfde. Waren de eerdere afleveringen meer gericht op toerisme, in de nieuwe afleveringen nam de trein een prominentere rol in. In plaats van meerdere reizen per trein, met tussendoor aandacht voor toeristische bezienswaardigheden, werd nu meer gefocust op één treinreis. In het begin werd de plaats van vertrek kort besproken en aan het eind gold dit voor de aankomstplaats. Tussendoor was er alleen aandacht voor de trein en de omgeving. Naast filmbeelden vanuit de cabine en langs de lijn werden er vaker beelden vanuit een helikopter gemaakt. De eerste serie van de EO is uitgezonden in januari 2000 en bestond uit vijf afleveringen.
| Aflevering (seizoen) | Aflevering (serie) | Eerste uitzenddatum | Land(en)    | Route(s)                                                                     |
| -------------------- | ------------------ | ------------------- | ----------- | ---------------------------------------------------------------------------- |
| 1                    | 54                 | 3 januari 2000      | Zwitserland | Disentis → Andermatt → Göschenen → Brig                                      |
| 2                    | 55                 | 10 januari 2000     | Oostenrijk  | Wenen → Gloggnitz → Payerbach → Semmering → Mürzzuschlag → Bruck an der Mur  |
| 3                    | 56                 | 17 januari 2000     | Duitsland   | Wernigerode → Drei Annen Hohne → Nordhausen → Gernrode → Alexisbad → Brocken |
| 4                    | 57                 | 24 januari 2000     | Noorwegen   | Trondheim → Dombås → Åndalsnes                                               |
| 5                    | 58                 | 31 januari 2000     | Oostenrijk  | Innsbruck → Sankt Anton am Arlberg → Bregenz                                 |

### Seizoen 6
De tweede serie van de EO is uitgezonden in de periode van november 2000 tot februari 2001 en bestond uit acht afleveringen.
| Aflevering (seizoen) | Aflevering (serie) | Eerste uitzenddatum | Land(en)            | Route(s)                                                                                |
| -------------------- | ------------------ | ------------------- | ------------------- | --------------------------------------------------------------------------------------- |
| 1                    | 59                 | 15 november 2000    | Zwitserland Italië  | Bern → Thun → Spiez → Frutigen → Kandersteg → Goppenstein → Brig → Iselle → Domodossola |
| 2                    | 60                 | 22 november 2000    | Verenigd Koninkrijk | Schotland: Glasgow → Fort William → Mallaig                                             |
| 3                    | 61                 | 29 november 2000    | Spanje              | Palma de Mallorca → Inca → Sóller → Port de Sóller                                      |
| 4                    | 62                 | 13 december 2000    | Zwitserland         | Landquart → Klosters-Serneus → Davos → Filisur & Chur → Sankt Moritz                    |
| 5                    | 63                 | 20 december 2000    | Zwitserland         | Chur → Arosa & Klosters-Serneus → Lavin & Chur → Disentis                               |
| 6                    | 64                 | 3 januari 2001      | Zwitserland         | Brig → Visp → Zermatt → Gornergrat                                                      |
| 7                    | 65                 | 31 januari 2001     | Verenigde Staten    | Skagway → Fraser → Lake Bennett                                                         |
| 8                    | 66                 | 7 februari 2001     | Zwitserland         | Montreux → Gstaad → Zweisimmen & Montreux → Glion → Rochers-de-Naye                     |

### Seizoen 7
De derde serie van de EO werd uitgezonden in april en mei 2001 en bestond uit zes afleveringen.
| Aflevering (seizoen) | Aflevering (serie) | Eerste uitzenddatum | Land(en)            | Route(s)                                                                         |
| -------------------- | ------------------ | ------------------- | ------------------- | -------------------------------------------------------------------------------- |
| 1                    | 67                 | 18 april 2001       | Duitsland           | S-Bahn van Berlijn                                                               |
| 2                    | 68                 | 25 april 2001       | Luxemburg België    | Luxemburg → Gouvy → Luik                                                         |
| 3                    | 69                 | 2 mei 2001          | Denemarken Zweden   | Kopenhagen → Kastrup → Malmö → Helsingborg                                       |
| 4                    | 70                 | 9 mei 2001          | Oostenrijk          | Salzburg → Schwarzach St. Veit → Spittal an der Drau → Villach → Klagenfurt      |
| 5                    | 71                 | 16 mei 2001         | Verenigd Koninkrijk | Engeland: Exeter → Plymouth → Liskeard → Looe → St. Erth → Saint Ives → Penzance |
| 6                    | 72                 | 23 mei 2001         | Italië Zwitserland  | Domodossola → Locarno                                                            |

### Seizoen 8
In de zomer van 2001 zijn vier speciale afleveringen gemaakt, waarin twee aansluitende afleveringen (waarvan enkele nog niet eerder waren uitgezonden) zijn samengevoegd tot één nieuwe aflevering.
| Aflevering (seizoen) | Aflevering (serie) | Eerste uitzenddatum | Land(en)           | Route(s)                                |
| -------------------- | ------------------ | ------------------- | ------------------ | --------------------------------------- |
| 1                    | 73                 | 11 juli 2001        | Oostenrijk         | Wenen → Semmering → Innsbruck → Bregenz |
| 2                    | 74                 | 18 juli 2001        | Egypte             | Alexandrië → Caïro → Luxor → Aswan      |
| 3                    | 75                 | 25 juli 2001        | Zwitserland Italië | Bern → Domodossola → Locarno            |
| 4                    | 76                 | 20 augustus 2001    | Zwitserland        | Disentis → Brig → Zermatt               |

### Seizoen 9
Van mei tot augustus 2002 werden weer dertien nieuwe afleveringen uitgezonden.
| Aflevering (seizoen) | Aflevering (serie) | Eerste uitzenddatum | Land(en)                | Route(s)                                                                         |
| -------------------- | ------------------ | ------------------- | ----------------------- | -------------------------------------------------------------------------------- |
| 1                    | 77                 | 30 mei 2002         | Duitsland Oostenrijk    | Kempten → Pfronten → Reutte → Zugspitze → Garmisch-Partenkirchen → Innsbruck     |
| 2                    | 78                 | 6 juni 2002         | Verenigde Staten Canada | New York → Albany → Montreal                                                     |
| 3                    | 79                 | 13 juni 2002        | Egypte                  | Alexandrië → Caïro                                                               |
| 4                    | 80                 | 20 juni 2002        | Egypte                  | Caïro → Luxor → Aswan                                                            |
| 5                    | 81                 | 27 juni 2002        | Noorwegen               | Bergen → Voss → Myrdal → Flåm                                                    |
| 6                    | 82                 | 4 juli 2002         | Duitsland               | Offenburg → Hausach → Triberg im Schwarzwald → Villingen → Radolfzell → Konstanz |
| 7                    | 83                 | 11 juli 2002        | Spanje                  | San Sebastián → Zarautz → Deba → Eibar → Durango                                 |
| 8                    | 84                 | 18 juli 2002        | Spanje                  | Azpeitia → Lasao & Durango → Amorebieta → Bermeo → Bilbao                        |
| 9                    | 85                 | 25 juli 2002        | India                   | Kalka → Shimla                                                                   |
| 10                   | 86                 | 1 augustus 2002     | Frankrijk Monaco Italië | Nice → Monaco → Ventimiglia → Breil-sur-Roya → Cuneo                             |
| 11                   | 87                 | 8 augustus 2002     | Portugal                | Lissabon → Coimbra → Figueira da Foz                                             |
| 12                   | 88                 | 15 augustus 2002    | Zwitserland             | Luzern → Arth-Goldau → Rapperswil → Sankt Gallen → Romanshorn → Heiden           |
| 13                   | 89                 | 22 augustus 2002    | Frankrijk               | Villefranche-de-Conflent → Bourg-Madame → Latour-de-Carol                        |

### Seizoen 10
In de zomer van 2004 werden weer dertien nieuwe afleveringen uitgezonden.
| Aflevering (seizoen) | Aflevering (serie) | Eerste uitzenddatum | Land(en)            | Route(s)                                                                                              |
| -------------------- | ------------------ | ------------------- | ------------------- | --- |
| 1                    | 90                 | 21 juni 2004        | Canada              | Prince Rupert → Prince George → Jasper                                                                |
| 2                    | 91                 | 22 juni 2004        | Zwitserland         | Interlaken → Brienz → Meiringen → Hergiswil → Luzern                                                  |
| 3                    | 92                 | 23 juni 2004        | Verenigd Koninkrijk | Schotland: Edinburgh → Perth → Blair Atholl → Inverness                                               |
| 4                    | 93                 | 24 juni 2004        | India               | Siliguri → Ghoom                                                                                      |
| 5                    | 94                 | 28 juni 2004        | Griekenland         | Thessaloniki → Alexandroupolis                                                                        |
| 6                    | 95                 | 29 juni 2004        | Zwitserland         | Luzern → Hergiswil → Stansstad → Engelberg                                                            |
| 7                    | 96                 | 30 juni 2004        | Verenigd Koninkrijk | Schotland: Inverness → Beauly → Dingwall → Achnasheen → Strathcarron → Stromeferry → Kyle of Lochalsh |
| 8                    | 97                 | 1 juli 2004         | Oostenrijk          | Selzthal → Stainach-Irdning → Hallstatt → Bad Ischl → Gmunden → Attnang-Puchheim → Linz               |
| 9                    | 98                 | 5 juli 2004         | Frankrijk           | Ajaccio → Ponte-Leccia → Bastia & Ponte-Leccia → Calvi                                                |
| 10                   | 99                 | 6 juli 2004         | Zwitserland         | Zürich → Arth-Goldau → Flüelen → Erstfeld → Göschenen → Faido → Bellinzona → Lugano → Chiasso         |
| 11                   | 100                | 7 juli 2004         | India               | Siliguri → Sukna → Rang Tong → Kurseong → Ghoom → Darjeeling                                          |
| 12                   | 101                | 8 juli 2004         | Verenigd Koninkrijk | Engeland: Leeds → Skipton → Hellifield → Settle → Dent → Appleby → Carlisle                           |
| 13                   | 102                | 12 juli 2004        | Noorwegen           | Oslo → Drammen → Hønefoss → Finse                                                                     |

### Seizoen 11
In 2005 en 2006 maakte het team van Rail Away, dat in de seizoenen 2, 3 en 4 alle Rail Away-afleveringen maakte, een korte comeback. Er werd een serie van vijftien afleveringen geproduceerd, die vooral betrekking hadden op stoomritten. Er werden twee afleveringen (zonder stoomtrein) gemaakt over treinen in Thailand. Al deze uitzendingen werden geproduceerd door Mouissie Corporation, in samenwerking met EO International. De begeleidende muziek was weer van Eddy Koopman, maar het commentaar bleef verzorgd worden door Bob van der Houven. De graphics van de afleveringen waren aangepast aan de nieuwe stijl. Tussen de afleveringen van Mouissie Corporation door werden weer enkele afleveringen uitgezonden die door de EO zelf waren gemaakt, met Hartmut Ewert als componist. Hieronder een overzicht van alle Rail Away afleveringen die in 2005 voor het eerst zijn uitgezonden.
| Aflevering (seizoen) | Aflevering (serie) | Eerste uitzenddatum | Land(en)      | Route(s)                                                                                  |
| -------------------- | ------------------ | ------------------- | ------------- | ----------------------------------------------------------------------------------------- |
| 1                    | 103                | 1 juli 2005         | Oostenrijk    | Salzburg → Trimmelkam & Linz → Pöstlingberg & Ampflwang → Timelkam & Gmünd → Groß-Gerungs |
| 2                    | 104                | 4 juli 2005         | Zuid-Afrika   | Kaapstad → Kimberley → Pretoria & George → Knysna                                         |
| 3                    | 105                | 5 juli 2005         | Nieuw-Zeeland | Greymouth → Shanty Town & Ferrymead → Christchurch & Kingston → Fairlight                 |
| 4                    | 106                | 6 juli 2005         | Duitsland     | Cranzahl → Oberwiesenthal & Oschatz → Mügeln & Zittau → Oybin                             |
| 5                    | 107                | 7 juli 2005         | Oostenrijk    | Wenen → St Pölten → Mariazell & Innsbruck → Jenbach → Mayrhofen & Jenbach → Achensee      |
| 6                    | 108                | 8 juli 2005         | Portugal      | Porto → Régua → Pinhão → Tua                                                              |
| 7                    | 109                | 11 juli 2005        | Zwitserland   | Martigny → Chatelard & Martigny → Sembrancher → Le Chable → Orsières                      |
| 8                    | 110                | 12 juli 2005        | Italië        | Genua → Rapallo → Chiavari → La Spezia                                                    |
| 9                    | 111                | 13 juli 2005        | Frankrijk     | Grenoble → Clelles-Mens → Veynes → Gap → Embrun → Briançon                                |
| 10                   | 112                | 14 juli 2005        | China         | Beijing → Chabuga → Lingdong → Daban → Shangdian → Haoluku                                |

### Seizoen 12
Ook in 2006 werden weer nieuwe stoom-afleveringen geproduceerd, met daarnaast ook twee afleveringen over treinen in Thailand. Deze uitzendingen werden wederom geproduceerd door Mouissie Corporation, in samenwerking met EO International. De begeleidende muziek was weer van Eddy Koopman en het commentaar bleef verzorgd worden door Bob van der Houven. Daarnaast werden er ook weer een aantal afleveringen uitgezonden die door de EO zelf waren gemaakt. Hieronder een overzicht van alle Rail Away afleveringen die in 2006 voor het eerst zijn uitgezonden.
| Aflevering (seizoen) | Aflevering (serie) | Eerste uitzenddatum | Land(en)                    | Route(s) |
| -------------------- | ------------------ | ------------------- | --------------------------- | --- |
| 1                    | 113                | 31 juli 2006        | Verenigd Koninkrijk         | Engeland: Plymouth → Paignton → Kingswear & Totnes → Buckfastleigh & Lynton and Barnstaple Railway                                                      |
| 2                    | 114                | 1 augustus 2006     | Verenigd Koninkrijk         | Wales: Aberystwyth → Devils Bridge & Welshpool → Llanfair & Porthmadog → Blaenau Ffestiniog & Llanberis → Snowdon                                       |
| 3                    | 115                | 2 augustus 2006     | Nederland                   | Schin op Geul → Simpelveld → Kerkrade → Heerlen & Apeldoorn → Beekbergen → Dieren & Goes → Hoedekenskerke                                               |
| 4                    | 116                | 3 augustus 2006     | Verenigd Koninkrijk         | Schotland: Edinburgh → Bo'ness → Birkhill & Inverness → Aviemore → Boat of Garten & Fort William → Mallaig & Craignure Station → Torosay Castle         |
| 5                    | 117                | 4 augustus 2006     | Polen                       | Poznań → Maltanka → Zwierzyniec & Poznań → Wolsztyn → Leszno & Żnin → Biskupin → Gąsawa.                                                                |
| 6                    | 118                | 7 augustus 2006     | Verenigd Koninkrijk         | Engeland: Launceston → Newmills & Bodmin Central → Bodwin Parkway & St. Ives → Lelant Saltings & Newquay → East Wheal Rose & Minehead → Bishops Lydeard |
| 7                    | 119                | 8 augustus 2006     | Thailand                    | Bangkok → Kanchanaburi → Tham Krasae → Nam Tok Sai Yok Noi                                                                                              |
| 8                    | 120                | 9 augustus 2006     | Thailand Maleisië Singapore | Chiang Mai → Ayutthaya → Bangkok → Butterworth → Penang → Kuala Lumpur → Singapore                                                                      |
| 9                    | 121                | 10 augustus 2006    | Noorwegen                   | Lillehammer → Hamar → Elverum → Rena → Røros |
| 10                   | 122                | 11 augustus 2006    | Verenigd Koninkrijk         | Engeland: Newcastle → Carlisle → Lancaster → Grange-over-Sands → Barrow-in-Furness                                                                      |
| 11                   | 123                | 14 augustus 2006    | Zwitserland                 | Neuchâtel → Travers → Buttes & Neuchâtel → Chambrelien → La Chaux-de-Fonds → Saignelégier → Glovelier                                                   |
| 12                   | 124                | 15 augustus 2006    | Duitsland                   | Keulen → Bonn → Remagen → Koblenz → Bingen → Frankfurt (Main) Flughafen → Frankfurt (Main)                                                              |
| 13                   | 125                | 16 augustus 2006    | Verenigd Koninkrijk         | Schotland: Aberdeen → Stonehaven → Montrose → Broughty Ferry → Dundee → Kirkcaldy → Edinburgh                                                           |
| 14                   | 126                | 17 augustus 2006    | Frankrijk                   | Nice → Plan du Var → Puget-Théniers → Entrevaux → Annot → Saint-André-les-Alpes → Digne-les-Bains                                                       |
| 15                   | 127                | 18 augustus 2006    | Oostenrijk Italië           | Villach → Spittal → Oberdrauburg → Lienz → Innichen/San Candido → Toblach/Dobbiaco → Bruneck/Brunico → Franzensfeste/Fortezza                           |

### Seizoen 13
In 2008 werden weer een aantal nieuwe (in totaal acht) afleveringen uitgezonden. Alle afleveringen werden door de EO zelf geproduceerd en er werd alleen aandacht besteed aan spoorwegen in Europa. Een paar afleveringen lagen bovendien in elkaars verlengde. Zo was Newcastle-Lancaster in een eerdere aflevering al aan bod geweest, terwijl de Berner Oberland afleveringen twee delen bevatten.
| Aflevering (seizoen) | Aflevering (serie) | Eerste uitzenddatum | Land(en)            | Route(s)                                                                                 |
| -------------------- | ------------------ | ------------------- | ------------------- | ---------------------------------------------------------------------------------------- |
| 1                    | 128                | 22 januari 2008     | Verenigd Koninkrijk | Engeland: Newcastle → Hexham → Carlisle → Lancaster                                      |
| 2                    | 129                | 12 februari 2008    | Noorwegen           | Stavanger → Egersund → Storekvina → Kristiansand                                         |
| 3                    | 130                | 4 maart 2008        | Frankrijk           | Nîmes → Alès → Grand Combe → Villefort → Langeac                                         |
| 4                    | 131                | 25 maart 2008       | Italië              | Perugia → Assisi → Foligno → Spoleto → Terni → Narni → Orte → Rome                       |
| 5                    | 132                | 15 april 2008       | Duitsland           | München → Holzkirchen → Bayrischzell → Schaftlach → Lenggries → Tegernsee                |
| 6                    | 133                | 6 mei 2008          | Zwitserland         | Interlaken → Wilderswil → Schynige Platte → Zweilütschinen → Lauterbrunnen → Mürren      |
| 7                    | 134                | 27 mei 2008         | Zwitserland         | Interlaken → Wilderswil → Zweilütschinen → Grindelwald → Kleine Scheidegg → Jungfraujoch |
| 8                    | 135                | 27 augustus 2008    | Griekenland         | Olympia → Pyrgos → Patras                                                                |

### Seizoen 14
Ook in 2009 werden in totaal weer vijftien nieuwe afleveringen uitgezonden, verdeeld over twee seizoenen. Ook deze afleveringen werden door de EO zelf geproduceerd en behandelden alleen spoorwegen in Europa. Seizoen 14 bestond uit vier afleveringen, die zijn uitgezonden in april en mei 2009.
| Aflevering (seizoen) | Aflevering (serie) | Eerste uitzenddatum | Land(en)            | Route(s)                                                          |
| -------------------- | ------------------ | ------------------- | ------------------- | ----------------------------------------------------------------- |
| 1                    | 136                | 28 april 2009       | Oostenrijk          | Graz → St. Michael → Selzthal → Schladming → Bischofshofen        |
| 2                    | 137                | 12 mei 2009         | België              | Namen → Dinant → Bertrix → Libramont → Aarlen                     |
| 3                    | 138                | 19 mei 2009         | Ierland             | Dublin → Drogheda → Dundalk → Newry → Portadown                   |
| 4                    | 139                | 26 mei 2009         | Verenigd Koninkrijk | Engeland: Canterbury → Ashford → Hastings → Eastbourne → Brighton |

### Seizoen 15
Seizoen 15 bestond uit elf afleveringen, uitgezonden van september tot december 2009. De laatste aflevering van seizoen 15 was de 150e aflevering van Rail Away, met daarin een samenvatting van wat volgens de makers de mooiste afleveringen van het programma waren.
| Aflevering (seizoen) | Aflevering (serie) | Eerste uitzenddatum | Land(en)                                                      | Route(s) |
| -------------------- | ------------------ | ------------------- | ------------------------------------------------------------- | --- |
| 1                    | 140                | 22 september 2009   | Griekenland                                                   | Korinthe → Kiato → Diakofto → Patras |
| 2                    | 141                | 6 oktober 2009      | Duitsland                                                     | Koblenz → Bad Ems → Nassau → Limburg (Lahn) → Weilburg → Wetzlar → Dillenburg (de Lahntalbahn)                                                 |
| 3                    | 142                | 13 oktober 2009     | Zwitserland                                                   | Aigle → Ollon → Monthey → Champéry (AOMC) & Bex → Bévieux → Villars → Bretaye (BVB)                                                            |
| 4                    | 143                | 20 oktober 2009     | Zwitserland                                                   | Aigle → Fontanney → Leysin (AL) & Aigle → Sépey → Les Diablerets (ASD)                                                                         |
| 5                    | 144                | 27 oktober 2009     | Kroatië                                                       | Zagreb → Karlovac → Ogulin → Moravice → Rijeka                                                                                                 |
| 6                    | 145                | 3 november 2009     | Zweden Noorwegen                                              | Kiruna → Abisko → Björkliden → Vassijaure → Narvik                                                                                             |
| 7                    | 146                | 10 november 2009    | Noorwegen                                                     | Kristiansand → Nelaug → Drangedal → Kongsberg → Drammen                                                                                        |
| 8                    | 147                | 17 november 2009    | Oostenrijk                                                    | Linz → Micheldorf → Steyrling → Spital am Pyhrn → Selzthal                                                                                     |
| 9                    | 148                | 1 december 2009     | Oostenrijk                                                    | Linz → Amstetten → Waidhofen → Kleinreifling → Hieflau → Selzthal                                                                              |
| 10                   | 149                | 8 december 2009     | Frankrijk                                                     | Genève → Annemasse → La Roche-sur-Foron → Saint-Gervais-les-Bains → Chamonix-Mont-Blanc → Montenvers                                           |
| 11                   | 150                | 15 december 2009    | India Frankrijk Verenigde Staten Canada Duitsland Zwitserland | Siliguri → Darjeeling & Villefranche-de-Conflent → Latour-de-Carol & New York → Montreal & Bayerische Oberlandbahn & Interlaken → Jungfraujoch |

### Seizoen 16
Seizoen 16 bestond uit vijf afleveringen, uitgezonden in mei en juni 2010.
| Aflevering (seizoen) | Aflevering (serie) | Eerste uitzenddatum | Land(en)    | Route(s)                                                                                         |
| -------------------- | ------------------ | ------------------- | ----------- | ------------------------------------------------------------------------------------------------ |
| 1                    | 151                | 11 mei 2010         | Zwitserland | Montreux → Glion → Rochers-de-Naye & Montreux → Gstaad → Zweisimmen → Interlaken                 |
| 2                    | 152                | 18 mei 2010         | Zwitserland | Luzern → Arth-Goldau → Rigi Kulm & Vitznau → Rigi Kulm                                           |
| 3                    | 153                | 25 mei 2010         | Oostenrijk  | Sankt Pölten → Ober-Grafendorf → Kirchberg an der Pielach → Laubenbackmühle → Gösing → Mariazell |
| 4                    | 154                | 1 juni 2010         | Frankrijk   | Toulouse → Foix → Ax-les-Thermes → Latour-de-Carol                                               |
| 5                    | 155                | 8 juni 2010         | Duitsland   | Dresden → Tharandt → Freiberg → Chemnitz & Dresden → Pirna → Königstein → Bad Schandau → Schöna  |

### Seizoen 17
Seizoen 17 bestond uit drie afleveringen, uitgezonden in december 2010.
| Aflevering (seizoen) | Aflevering (serie) | Eerste uitzenddatum | Land(en)  | Route(s)                                                           |
| -------------------- | ------------------ | ------------------- | --------- | ------------------------------------------------------------------ |
| 1                    | 156                | 4 december 2010     | Duitsland | Trier → Bullay → Traben-Trarbach → Cochem → Koblenz                |
| 2                    | 157                | 11 december 2010    | Tsjechië  | Praag → Ústí nad Labem → Děčín                                     |
| 3                    | 158                | 18 december 2010    | België    | Luik → Verviers → Welkenraedt → Eupen & Verviers → Pepinster → Spa |

### Seizoen 18
Na seizoen 16 en 17 gingen een aantal makers van Rail Away (producer, cameraman/regisseur) in 2010 en 2011 met pensioen, waardoor een nieuw team het programma voortzette. Dit team had al in 2010 meegelopen met de oude makers. In 2012 kwamen weer nieuwe afleveringen. Seizoen 18 bestond uit vier afleveringen, uitgezonden in april 2012.
| Aflevering (seizoen) | Aflevering (serie) | Eerste uitzenddatum | Land(en)    | Route(s)                                                                         |
| -------------------- | ------------------ | ------------------- | ----------- | -------------------------------------------------------------------------------- |
| 1                    | 159                | 5 april 2012        | Zwitserland | Chur → Thusis → Tiefencastel → Bergün → Bever                                    |
| 2                    | 160                | 12 april 2012       | Zwitserland | Pontresina → Poschiavo → Le Prese → Brusio → Tirano                              |
| 3                    | 161                | 19 april 2012       | Slowakije   | Žilina → Ružomberok → Štrba → Strbské Pleso → Stary Smokovec → Tatranská Lomnica |
| 4                    | 162                | 26 april 2012       | Taiwan      | Taipei → Sandiaoling → Yilan & Sandiaoling → Jingtong                            |

### Seizoen 19
Seizoen 19 bestond uit twee afleveringen, die zijn uitgezonden in december 2012.
| Aflevering (seizoen) | Aflevering (serie) | Eerste uitzenddatum | Land(en) | Route(s)                                        |
| -------------------- | ------------------ | ------------------- | -------- | ----------------------------------------------- |
| 1                    | 163                | 12 december 2012    | Finland  | Helsinki → Hämeenlinna → Tampere → Jyväskylä    |
| 2                    | 164                | 19 december 2012    | Canada   | Sault Ste. Marie → Agawa Canyon → Hawk Junction |

### Seizoen 20
In 2013 kwamen er weer een paar nieuwe afleveringen (wederom zes), waaronder een paar onder de titel ‘citytrip’. In deze afleveringen werden vanuit een stad een aantal reizen per trein of tram gemaakt in de omgeving. Daarnaast werden er enkele afleveringen uitgezonden, waarin een treinreis tussen twee plaatsen werd gemaakt en er veel aandacht is voor de omgeving. Seizoen 20 bestond uit drie citytrip afleveringen, die werden uitgezonden in april 2013.
| Aflevering (seizoen) | Aflevering (serie) | Eerste uitzenddatum | Land(en)    | Route(s)                                                                     |
| -------------------- | ------------------ | ------------------- | ----------- | ---------------------------------------------------------------------------- |
| 1                    | 165                | 10 april 2013       | Zwitserland | Monte Bré Funiculair → Lugano → Capolago → Monte Generoso                    |
| 2                    | 166                | 17 april 2013       | Portugal    | Lissabon → Cascais & Tram van Lissabon & Lissabon → Sintra → Praia das Maçãs |
| 3                    | 167                | 24 april 2013       | Oostenrijk  | Innsbruck → Igls & Innsbruck –Fulpmes & Hungerburgbahn                       |

### Seizoen 21
Seizoen 21 stond geheel in het teken van de Britse Eilanden. Er werden drie afleveringen uitgezonden, waarvan één citytrip-aflevering over het Isle of Man, een gewone aflevering in Ierland en een stoomtreinaflevering in Wales. Deze afleveringen werden uitgezonden in december 2013.
| Aflevering (seizoen) | Aflevering (serie) | Eerste uitzenddatum | Land(en)            | Route(s) |
| -------------------- | ------------------ | ------------------- | ------------------- | --- |
| 1                    | 168                | 4 december 2013     | Verenigd Koninkrijk | Isle of Man: Douglas Bay Horse Tramway & Douglas → Port Erin & Douglas → Laxey → Ramsey & Laxey → Snaefell Mountain |
| 2                    | 169                | 11 december 2013    | Ierland             | Dublin → Bray → Greystones → Wicklow → Wexford                                                                      |
| 3                    | 170                | 18 december 2013    | Verenigd Koninkrijk | Wales: Caernarfon → Beddgelert → Porthmadog → Blaenau Ffestiniog                                                    |

### Seizoen 22
In februari 2014 werden weer twee nieuwe afleveringen uitgezonden.
| Aflevering (seizoen) | Aflevering (serie) | Eerste uitzenddatum | Land(en)   | Route(s)                                     |
| -------------------- | ------------------ | ------------------- | ---------- | -------------------------------------------- |
| 1                    | 171                | 14 februari 2014    | Oostenrijk | Kitzbühel → Hahnenkamm → Jenbach → Mayrhofen |
| 2                    | 172                | 21 februari 2014    | Italië     | Bolzano → Meran → Mals                       |

### Seizoen 23
In augustus 2014 werden vijf nieuwe afleveringen in dezelfde week uitgezonden. Bijzonder was dat Nederland nu zelf ook uitgebreid aan bod kwam (in verband met 175 jaar spoor in Nederland).
| Aflevering (seizoen) | Aflevering (serie) | Eerste uitzenddatum | Land(en)            | Route(s)                                                                                               |
| -------------------- | ------------------ | ------------------- | ------------------- | --- |
| 1                    | 173                | 25 augustus 2014    | Zwitserland         | Flüelen → Wassen → Göschenen → Andermatt → Realp → Furkapas                                            |
| 2                    | 174                | 26 augustus 2014    | Noorwegen           | Mosjøen → Mo i Rana → Poolcirkel → Bodø                                                                |
| 3                    | 175                | 27 augustus 2014    | Verenigd Koninkrijk | Engeland: Thirsk → Middlesbrough → Battersby → Lealholm → Whitby                                       |
| 4                    | 176                | 28 augustus 2014    | Nederland           | Ede-Wageningen → Dieren & Leeuwarden → Stavoren & Culemborg → Zetten-Andelst & Valkenburg → Simpelveld |
| 5                    | 177                | 29 augustus 2014    | Nederland           | Amsterdam → Haarlem → Leiden → Den Haag → Rotterdam                                                    |

### Seizoen 24
Begin 2015 werden wederom vier nieuwe afleveringen uitgezonden.
| Aflevering (seizoen) | Aflevering (serie) | Eerste uitzenddatum | Land(en)            | Route(s)                                                     |
| -------------------- | ------------------ | ------------------- | ------------------- | ------------------------------------------------------------ |
| 1                    | 178                | 19 januari 2015     | Verenigd Koninkrijk | Engeland: York → Pickering → Levisham → Goathland → Grosmont |
| 2                    | 179                | 20 januari 2015     | Duitsland           | Aschau → Prien → Rosenheim → Brannenburg → Wendelstein       |
| 3                    | 180                | 21 januari 2015     | Zwitserland         | Lauterbrunnen → Wengen → Kleine Scheidegg                    |
| 4                    | 181                | 22 januari 2015     | Zwitserland         | Grindelwald → Kleine Scheidegg → Jungfraujoch                |

### Seizoen 25
Aan het einde van 2015 werden weer drie nieuwe afleveringen uitgezonden, waaronder de eerste aflevering ooit die spoorwegen in Japan behandelde.
| Aflevering (seizoen) | Aflevering (serie) | Eerste uitzenddatum | Land(en)    | Route(s)                                              |
| -------------------- | ------------------ | ------------------- | ----------- | ----------------------------------------------------- |
| 1                    | 182                | 28 december 2015    | Duitsland   | Prien → Freilassing → Bad Reichenhall → Berchtesgaden |
| 2                    | 183                | 29 december 2015    | Japan       | Nagasaki → Huis ten Bosch → Sasebo                    |
| 3                    | 184                | 30 december 2015    | Zwitserland | Landquart → Klosters-Serneus → Davos                  |

### Seizoen 26
Ter gelegenheid van de Olympische Zomerspelen 2016, die werden gehouden in Rio de Janeiro, werden er in augustus 2016 vijf nieuwe afleveringen uitgezonden die treinreizen in Brazilië behandelden. De laatste aflevering van deze serie was een citytrip aflevering gewijd aan Rio de Janeiro. Deze afleveringen werden in de eerste week van de Spelen uitgezonden.
| Aflevering (seizoen) | Aflevering (serie) | Eerste uitzenddatum | Land(en) | Route(s)                                             |
| -------------------- | ------------------ | ------------------- | -------- | ---------------------------------------------------- |
| 1                    | 185                | 8 augustus 2016     | Brazilië | Ouro Preto → Mariana & São João del Rei → Tiradentes |
| 2                    | 186                | 9 augustus 2016     | Brazilië | Belo Horizonte → Barão de Cocais                     |
| 3                    | 187                | 10 augustus 2016    | Brazilië | Passa-Quatro → Coronel Fulgêncio                     |
| 4                    | 188                | 11 augustus 2016    | Brazilië | Curitiba → Morretes                                  |
| 5                    | 189                | 12 augustus 2016    | Brazilië | Rio de Janeiro → Suikerbroodberg → Corcovado         |

### Seizoen 27
In januari 2017 werden er vijf nieuwe afleveringen uitgezonden. Voor het eerst deed het programma ook Slovenië aan.
| Aflevering (seizoen) | Aflevering (serie) | Eerste uitzenddatum | Land(en)    | Route(s)                                     |
| -------------------- | ------------------ | ------------------- | ----------- | -------------------------------------------- |
| 1                    | 190                | 2 januari 2017      | Zwitserland | Chur → Arosa                                 |
| 2                    | 191                | 3 januari 2017      | Japan       | Hitoyoshi → Shin-Yatsushiro → Kumamoto → Aso |
| 3                    | 192                | 4 januari 2017      | Slovenië    | Bled → Nova Gorica                           |
| 4                    | 193                | 5 januari 2017      | Zweden      | Stockholm → Gävle → Borlänge                 |
| 5                    | 194                | 6 januari 2017      | Zwitserland | Bergün → Davos → Parsenn                     |

### Seizoen 28
In januari 2018 werden er opnieuw vijf nieuwe afleveringen uitgezonden, waaronder een dubbele aflevering over Kroatië. Voor dit tweeluik won het programma een internationale prijs.
| Aflevering (seizoen) | Aflevering (serie) | Eerste uitzenddatum | Land(en)   | Route(s)                     |
| -------------------- | ------------------ | ------------------- | ---------- | ---------------------------- |
| 1                    | 195                | 8 januari 2018      | Oostenrijk | Zell am See → Krimml         |
| 2                    | 196                | 9 januari 2018      | Zweden     | Ludvika → Borlänge → Mora    |
| 3                    | 197                | 10 januari 2018     | Duitsland  | Eisleben → Erfurt → Eisenach |
| 4                    | 198                | 11 januari 2018     | Kroatië    | Zagreb → Knin                |
| 5                    | 199                | 12 januari 2018     | Kroatië    | Zadar → Split                |

### Seizoen 29
In januari 2019 zond de EO twee nieuwe afleveringen uit, waardoor het totaal aan afleveringen de 200 bereikte.
| Aflevering (seizoen) | Aflevering (serie) | Eerste uitzenddatum | Land(en)    | Route(s)                                    |
| -------------------- | ------------------ | ------------------- | ----------- | ------------------------------------------- |
| 1                    | 200                | 11 januari 2019     | Zwitserland | Furka → Zermatt → Matterhorn                |
| 2                    | 201                | 18 januari 2019     | Frankrijk   | Annecy → Saint-Gervais-les-Bains → Bellevue |

### Seizoen 30
Het dertigste seizoen van Rail Away bestaat uit zeven afleveringen, waarbij vijf verschillende landen worden bezocht.
| Aflevering (seizoen) | Aflevering (serie) | Eerste uitzenddatum | Land(en)  | Route(s)                                                       |
| -------------------- | ------------------ | ------------------- | --------- | -------------------------------------------------------------- |
| 1                    | 202                | 6 januari 2020      | Frankrijk | Vallorcine → Chamonix → Mer de Glace → Saint-Gervais-les-Bains |
| 2                    | 203                | 7 januari 2020      | Portugal  | Lissabon → Évora                                               |
| 3                    | 204                | 8 januari 2020      | Portugal  | Entroncamento → Covilhã                                        |
| 4                    | 205                | 9 januari 2020      | Duitsland | Görlitz → Zittau → Jonsdorf / Oybin                            |
| 5                    | 206                | 13 januari 2020     | Zweden    | Mora → Östersund → Sorsele                                     |
| 6                    | 207                | 14 januari 2020     | Zweden    | Sorsele → Gällivare                                            |
| 7                    | 208                | 15 januari 2020     | Polen     | Wrocław → Wałbrzych → Szklarska Poręba                         |

### Seizoen 31
Seizoen 31 bevat in totaal vijf afleveringen, waarbij verschillende bergketens in vier verschillende Europese landen zijn aangedaan.
| Aflevering (seizoen) | Aflevering (serie) | Eerste uitzenddatum | Land(en)           | Route(s)                                        |
| -------------------- | ------------------ | ------------------- | ------------------ | ----------------------------------------------- |
| 1                    | 209                | 28 december 2020    | Duitsland          | Freiburg im Breisgau → Titisee → Donaueschingen |
| 2                    | 210                | 29 december 2020    | Italië             | Rovereto → Trento → Borgo Valsugana             |
| 3                    | 211                | 30 december 2020    | Frankrijk          | Dole → Saint-Claude                             |
| 4                    | 212                | 31 december 2020    | Zwitserland        | Scuol → Sankt Moritz → Corviglia                |
| 5                    | 213                | 4 januari 2021      | Italië Zwitserland | Tirano → Pontresina → Muottas Muragl            |

### Seizoen 32
Seizoen 32 bevat opnieuw vijf afleveringen. Daarbij fungeren verschillende afleveringen als vervolg op reizen uit het vorige seizoen. Tevens is er opnieuw een Nederlands traject gevolgd, ditmaal in de sneeuw. Hierbij waren ook beelden te zien van schaatsende mensen op sloten en plassen langs het traject.
| Aflevering (seizoen) | Aflevering (serie) | Eerste uitzenddatum | Land(en)  | Route(s)                                    |
| -------------------- | ------------------ | ------------------- | --------- | ------------------------------------------- |
| 1                    | 214                | 27 december 2021    | Duitsland | Donaueschingen → Sigmaringen → Gammertingen |
| 2                    | 215                | 28 december 2021    | Italië    | Trento → Cles → Mezzana                     |
| 3                    | 216                | 29 december 2021    | Italië    | Sardinië: Mandas → Laconi → Sorgono         |
| 4                    | 217                | 30 december 2021    | Nederland | Zwolle → Deventer → Zutphen                 |
| 5                    | 218                | 3 januari 2022      | Duitsland | Weizen → Blumberg                           |

### Seizoen 33
Seizoen 33 bestaat uit tien nieuwe afleveringen, die op elf achtereenvolgende avonden worden uitgezonden. Enkel op oudejaarsavond (31/12) zendt de NPO een herhaling uit (Zwitserland: Chur → Arosa). Voor de uitzending in Polen won het programma een internationale prijs.
| Aflevering (seizoen) | Aflevering (serie) | Aflevering (seizoen) | Land(en)   | Route(s)                                                |
| -------------------- | ------------------ | -------------------- | ---------- | ------------------------------------------------------- |
| 1                    | 219                | 26 december 2022     | Nederland  | Zutphen → Winterswijk                                   |
| 2                    | 220                | 27 december 2022     | Italië     | Sardinië: Cagliari → Mandas → Arbatax                   |
| 3                    | 221                | 28 december 2022     | Oostenrijk | Ampflwang → Timelkam & Lambach → Gmunden                |
| 4                    | 222                | 29 december 2022     | Noorwegen  | Oslo → Myrdal → Flåm                                    |
| 5                    | 223                | 30 december 2022     | Noorwegen  | Flåm → Myrdal → Bergen                                  |
| 6                    | 224                | 1 januari 2023       | Frankrijk  | Orléans → Nantes → Le Croisic                           |
| 7                    | 225                | 2 januari 2023       | Oostenrijk | Steyr → Grünburg & Sankt Wolfgang → Schafberg           |
| 8                    | 226                | 3 januari 2023       | Ierland    | Kilmeadan → Waterford → Limerick                        |
| 9                    | 227                | 4 januari 2023       | Polen      | Krakau → Tarnów → Krynica Zdrój                         |
| 10                   | 228                | 5 januari 2023       | Frankrijk  | Estivareilles → Craponne-sur-Arzon & Langeac → Langogne |

### Seizoen 34
Dit seizoen bestaat uit zeven nieuwe afleveringen. Voor dit seizoen is voor het eerst in meer dan 20 jaar weer in Spanje gedraaid.
| Aflevering (seizoen) | Aflevering (serie) | Aflevering (seizoen) | Land(en)            | Route(s)                                                                              |
| -------------------- | ------------------ | -------------------- | ------------------- | ------------------------------------------------------------------------------------- |
| 1                    | 229                | 29 december 2023     | Verenigd Koninkrijk | Schotland: Inverness → Dunrobin Castle                                                |
| 2                    | 230                | 30 december 2023     | Verenigd Koninkrijk | Schotland: Dunrobin Castle → Thurso & Orkney                                          |
| 3                    | 231                | 6 januari 2024       | Duitsland           | Passau → Zwiesel → Bayerisch Eisenstein & Gotteszell → Viechtach & Zwiesel → Grafenau |
| 4                    | 232                | 8 januari 2024       | Ierland             | Cobh → Cork → Killarney                                                               |
| 5                    | 233                | 9 januari 2024       | Frankrijk           | Besançon → Morteau                                                                    |
| 6                    | 234                | 10 januari 2024      | Spanje              | Bilbao → León                                                                         |
| 7                    | 235                | 11 januari 2024      | Spanje              | León → Mieres & Ribadesella → Llanes                                                  |

### Seizoen 35
In mei 2024 worden er 4 nieuwe afleveringen uitgezonden. Het is voor het eerst sinds 2016 dat er nieuwe afleveringen worden uitgezonden buiten de periode van de jaarwisseling (december/januari). Verder is er voor het eerst sinds 2001 weer een aflevering in Denemarken gemaakt.
| Aflevering (seizoen) | Aflevering (serie) | Aflevering (seizoen) | Land(en)    | Route(s)                                                   |
| -------------------- | ------------------ | -------------------- | ----------- | ---------------------------------------------------------- |
| 1                    | 236                | 13 mei 2024          | Zwitserland | Brig → Saint-Gingolph                                      |
| 2                    | 237                | 14 mei 2024          | België      | Spontin → Bauche & Namen → Dinant                          |
| 3                    | 238                | 15 mei 2024          | Denemarken  | Aarhus → Silkeborg & Mariager → Handest & Struer → Thisted |
| 4                    | 239                | 16 mei 2024          | Zwitserland | Martigny → Le Châtelard → Lac d'Emosson                    |

### Seizoen 36
In augustus 2024 volgden er weer 2 nieuwe afleveringen.
| Aflevering (seizoen) | Aflevering (serie) | Aflevering (seizoen) | Land(en)            | Route(s)                                                            |
| -------------------- | ------------------ | -------------------- | ------------------- | ------------------------------------------------------------------- |
| 1                    | 240                | 24 augustus 2024     | Duitsland           | Heidenau → Kurort Altenberg & Freital → Hainsberg → Kurort Kipsdorf |
| 2                    | 241                | 31 augustus 2024     | Verenigd Koninkrijk | Engeland: Isle Of Wight                                             |